# Дустман, Луиза
Мари́я Луи́за Ду́стман-Ма́йер (нем. Marie Louise Dustmann-Meyer, урождённая Ма́йер нем. Meyer; 22 августа 1831, Ахен, Пруссия, ныне Северный Рейн-Вестфалия — 2 марта 1899, Шарлоттенбург, Берлин, Германская империя) — немецкая оперная певица (драматическое сопрано).

## Биография
Родилась в семье певицы. В 1849 году дебютировала на сцене в Бреславле и некоторое время спустя пела в Касселе под управлением Луи Шпора. В 1853 году — в Дрездене, в 1854 году — в Праге, а в 1857 году — в Венской придворной опере. Гастролировала во многих крупных немецких городах, кроме того, в Лондоне и в Стокгольме. В 1857—1875 годах — солистка «Кернтнертортеатра» в Вене. Выступала как камерная певица. В 1858 году вышла замуж за книготорговца Дустмана, чью фамилию стала использовать для сцены. Преподавала вокал в Венской консерватории. Среди учеников Лола Бет и другие. Уйдя от дел, поселилась в Шарлоттенбурге.

## Репертуар
- «Лоэнгрин» Вагнера — Эльза
- «Тристан и Изольда» Вагнера — Изольда
- «Вольный стрелок» Вебера — Агата